# Софіївка (Коларівська сільська громада)
Софіївка (колишні назви — Болгарка (2016—2021), Коларівка (1933—2016), Романівка (до 1933), Тогали) — село в Україні, у Бердянському районі Запорізької області, центр Коларівської сільської громади. Населення становить 1128 осіб.

## Географія
Село Софіївка розташоване на лівому березі річки Лозуватка, вище за течією на відстані 5 км розташоване село Юр'ївка, нижче за течією на відстані 3 км розташоване село Вячеславка. Поруч проходить автошлях національного значення Н30.

## Історія
Село засновано 1862 року болгарами-переселенцями з села Єнікей Бессарабії на місці колишнього ногайського селища Тогали.
Станом на 1886 рік у колонії Романівка (Тогали), центрі Романівської волості Бердянського повіту Таврійської губернії, мешкало 813 осіб, налічувалось 119 дворових господарств, існували молитовний будинок та два цегельних заводи.
За переписом 1897 року кількість мешканців зросла до 1469 осіб (767 чоловічої статі та 702 — жіночої), з яких 1432 — православної віри.
З 1925 по 1939 роки село було центром окремого національного Романівського району у складі спочатку Мелітопольської округи, потім — Дніпропетровської області.
1926 року район, а 1933 року село перейменовано в Коларівку на честь діяча болгарського і міжнародного робітничого руху Васила Коларова.
У 2016 році село перейменоване в Болгарку.
17 липня 2020 року, в результаті адміністративно-територіальної реформи та ліквідації Приморського району, село увійшло до складу Бердянського району.
7 жовтня 2021 року перейменовано на Софіївку
Селище тимчасово окуповане російськими військами 24 лютого 2022 року.

## Демографія

### Мова
Розподіл населення за рідною мовою за даними :
| Мова       | Кількість | Відсоток |
| ---------- | --------- | -------- |
| російська  | 664       | 58.87%   |
| болгарська | 303       | 26.86%   |
| українська | 159       | 14.10%   |
| румунська  | 1         | 0.09%    |
| грецька    | 1         | 0.08%    |
| Усього     | 1128      | 100%     |

Станом на 2017 рік більшість населення спілкується російською мовою, болгарську знають лише кілька літніх людей. В школі болгарську мову викладають лише кілька разів на рік, тому молодь фактично не знає болгарської.

## Економіка
- Софіївський завод залізобетонних конструкцій.
- Агрофірма «Ім. Коларова», СВК.

## Об'єкти соціальної сфери
- Середня загальносвітня школа I—II ст.
- Дитячий дошкільний заклад.
- Будинок культури.
- Лікарня.

## Пам'ятки
- Заказник «Коларівсьий», 215 га, штучний змішаний ліс біля водосховища.

## Відома особа
В селі народився Георгій Степанович Димов — Герой Соціалістичної Праці, почесний громадянин Запоріжжя.